# Government House (Jerusalem)

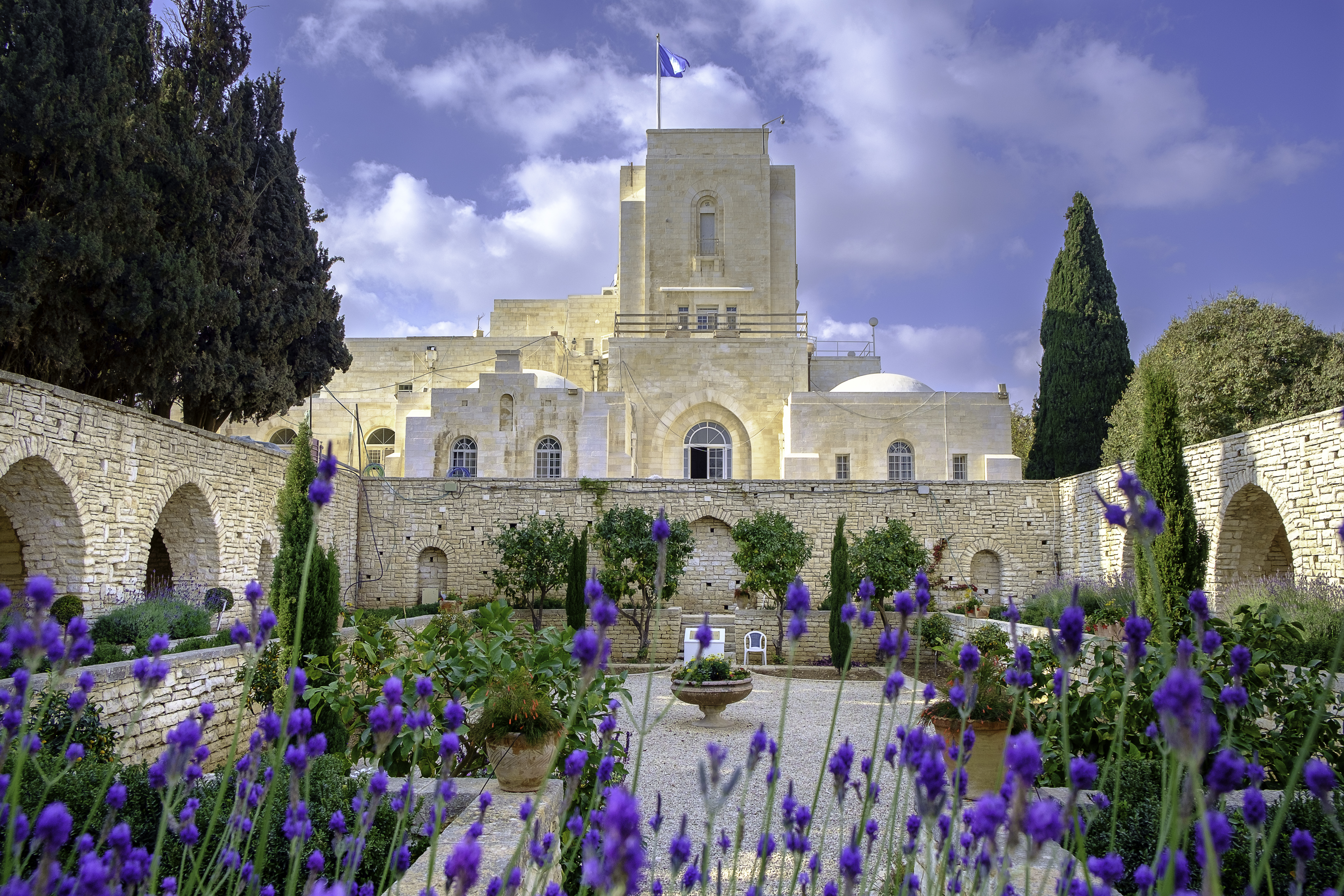
Blick vom Garten auf das Hauptgebäude (2017)

Das Government House (hebräisch אַרְמוֹן הַנְּצִיב Armōn haNətzīv, deutsch ‚Palais des [Hoch]Kommissars‘) ist ein Gebäudekomplex im Südosten Jerusalems, auf dem Gipfel des Hügels Jabal al-Mukaber im Stadtteil Shuʿafat gelegen. Der Hügel wird als Stätte des Palastes des Hohepriesters Kajaphas identifiziert. Seinen Namen hat das Government House aus der Zeit des britischen Völkerbundsmandats für Palästina von 1920 bis 1948, als das Gebäude als Sitz des britischen Hochkommissars für Palästina und Transjordanien diente. Heute wird es als Hauptquartier der nach dem Palästinakrieg eingerichteten United Nations Truce Supervision Organization (UNTSO) genutzt.

## Geschichte

Das Government House mit gehisster britischer Flagge in der Mandatszeit

Zu Beginn des britischen Mandats residierte der Hochkommissar Herbert Samuel in dem in den 1900er Jahren erbauten Auguste-Viktoria-Hospiz auf dem Berg Skopus. Seinem Nachfolger ab 1925, Herbert Plumer, 1. Viscount Plumer, missfiel es, in einem „deutschen“ Gebäude leben zu müssen, das zudem im Erdbeben 1927 einigen Schaden genommen hatte. So gab er den Bau eines neuen Gebäudes auf dem Jabal al-Mukaber in Auftrag. Der britische Architekt Austen St. Barbe Harrison, Chefarchitekt des Department of Public Works (PWD), wurde 1927 mit der Planung beauftragt und das Gebäude bis 1933 von einer italienischen Baufirma errichtet. Der armenische Kunsthandwerker David Ohanessian gestaltete keramische Elemente zur Verschönerung des Kaminzimmers. 1933 wurde es unter dem Vorsitz von Arthur Wauchope, dem seit 1931 amtierenden britischen Hochkommissar für das Völkerbundsmandat Palästina, feierlich eröffnet. 
Nach dem Ende des Mandats im Mai 1948 und dem Beginn des Palästinakrieges wurde das Gebäude zeitweilig vom Internationalen Roten Kreuz als Krankenhaus benutzt, anschließend wurde es Hauptquartier der UNTSO. Nach dem Waffenstillstandsabkommen von 1949 zwischen Israel und Jordanien lag es im von der UN verwalteten Niemandsland zwischen dem israelischen Westjerusalem und dem jordanischen Ostjerusalem. Auch im Sechstagekrieg von 1967 lag das Gebäude in der Kampfzone und wurde in den ersten Tagen von der jordanischen Armee eingenommen und war schwer umkämpft.
Die Besitzrechte an Grund und Gebäude sind seit der israelischen Eroberung Ostjerusalems umstritten. Die israelische NGO Regavim wirft der UNO unter anderem illegale Erweiterungen des Komplexes vor.